# Thongloun Sisoulith
Thongloun Sisoulith (laociano: ທອງລຸນ ສີສຸລິດ; 10 de novembro de 1945) é um político laosiano, exercendo o cargo de presidente do Laos desde 2021. Anteriormente foi primeiro-ministro de 2016 a 2021, vice-primeiro-ministro de 2001 à 2016, assim como Ministro de Relações Exteriores de 2006 à 2016. É membro do politburo do Partido Popular Revolucionário do Laos.
Foi escolhido para o cargo de primeiro-ministro no 10º Congresso do Partido em 23 de janeiro de 2016, assumindo o cargo no dia 20 de abril de 2016, deixando o cargo em 22 de março de 2021.

## Vida e carreira
Sisoulith nasceu na província de Houaphan do Laos e estudou no Colégio Pedagógico de Neo Lao Hak Sat em Houaphan de 1962 a 1969. Ele foi educado posteriormente na União Soviética e no Vietnã . Além de lao, ele fala vietnamita, russo e inglês.
Ao longo de seus anos de governo, ele tem uma extensa lista de nomeações. Foi vice-ministro das Relações Exteriores de 1987 a 1992, ministro do Trabalho e Previdência Social de 1993 a 1997 e membro da Assembléia Nacional de 1998 a 2000. Tornou-se vice-primeiro-ministro e Presidente do Comitê de Planejamento do Estado em 27 de março de 2001, e foi adicionalmente nomeado Ministro das Relações Exteriores em 8 de junho de 2006, substituindo Somsavat Lengsavad. Ele foi escolhido para se tornar Primeiro-ministro do Laos no 10º Congresso do Partido em 23 de janeiro de 2016.
No 11º Congresso Nacional do Partido Revolucionário do Povo do Laos em 2021, foi eleito secretário-geral do partido e, portanto, líder de facto do Laos, o primeiro civil sem experiência militar para ser secretário-geral.